# Lubiszyn
Lubiszyn (Duits: Ludwigsruh) is een dorp in het Poolse woiwodschap Lubusz, in het district Gorzowski. De plaats maakt deel uit van de gemeente Lubiszyn.